# Úrvalsdeild Karla 1926
La Úrvalsdeild Karla 1926 fue la 15.ª edición del campeonato de fútbol islandés. El campeón fue el KR Reykjavík, que ganó su tercer título. El número de participantes aumentó de 4 a 5.

## Tabla de posiciones
|   | Equipo           | PJ | PG | PE | PP | GF | GC | DG  | Pts |
| - | ---------------- | -- | -- | -- | -- | -- | -- | --- | --- |
| 1 | KR Reykjavik (C) | 4  | 3  | 1  | 0  | 17 | 6  | +11 | 7   |
| 2 | Valur Reykjavik  | 4  | 3  | 1  | 0  | 11 | 4  | +7  | 5   |
| 3 | Fram Reykjavik   | 4  | 2  | 0  | 2  | 9  | 6  | +3  | 4   |
| 4 | Víkingur         | 4  | 0  | 1  | 3  | 9  | 17 | -8  | 1   |
| 5 | ÍBV              | 4  | 0  | 1  | 3  | 8  | 17 | -9  | 1   |

PJ = Partidos jugados; PG = Partidos ganados; PE = Partidos empatados; PP = Partidos perdidos; GF = Goles a favor; GC = Goles en contra; DG = Diferencia de gol; Pts = Puntos
| (C) Campeón |